# Ligne de tramway 351
 (janvier 2022).
Si vous disposez d'ouvrages ou d'articles de référence ou si vous connaissez des sites web de qualité traitant du thème abordé ici, merci de compléter l'article en donnant les références utiles à sa vérifiabilité et en les liant à la section « Notes et références ».
La ligne 351 est une ancienne ligne du tramway d'Ostende de la Société nationale des chemins de fer vicinaux (SNCV) qui reliait Ostende à Dixmude entre 1907 et 1951.

## Histoire
29 juin 1907 : mise en service en traction vapeur entre la gare d'Ostende-Ville et la gare de Dixmude, section Ostende Gare Ville - Ostende Petit Paris commune avec la ligne Ostende - Furnes (voir Tramway de la côte belge) ; exploitation par l'Omtrek Diksmuide - Yper (ODI).
1921 : reprise de l'exploitation par la SNCV.
Date inconnue : traction par autorail.
18 mars 1951 : suppression, remplacement par une ligne d'autobus.

## Infrastructure

### Dépôts et stations
Nom : (gare) : quand le dépôt ou la station est accolé ou proche d'une gare.
Type : D : dépôt , S : station , Sf : si la station sert de gare douanière à la frontière , Sp : si la station est établie dans un bâtiment privé le plus souvent un café ou plus rarement une habitation privée.
| Illustration | Nom            | Type | Commune | Localisation                | État                | Remarques |
| ------------ | -------------- | ---- | ------- | --------------------------- | ------------------- | --------- |
|              | Dixmude (gare) | D    | Dixmude | 51° 02′ 04″ N, 2° 52′ 14″ E | En service De Lijn. |           |
|              | Leke           | DS   | Leke    | 51° 06′ 02″ N, 2° 53′ 37″ E | Hors service.       |           |

## Exploitation

### Horaires
Tableaux :
- 543 en 1950[1].